# Mads Pieler Kolding
Mads Pieler Kolding, né le 27 janvier 1988 à Holbæk, est un joueur danois de badminton.

## Carrière
En double messieurs avec Mads Conrad-Petersen, il est sacré champion d'Europe de badminton en 2016 et vice-champion d'Europe en 2014, 2017 et 2018. Il est également vice-champion d'Europe en double mixte avec Julie Houmann en 2012 et avec Kamilla Rytter Juhl en 2014.